# Zou (Bangolo)
Pour les articles homonymes, voir Zou.
Zou est une localité située à l'ouest de la Côte d'Ivoire, dans le département de Bangolo, Région des Montagnes. La localité de Zou est un chef-lieu de commune.
La commune de Zou n'est pas encore[Quand ?] en exercice, mais la sous-préfecture de Zou, ouverte dans le courant de l'année 2011, sert les vingt-et-un villages du canton Zarabaon dans le département de Bangolo. Zou est située à près de 70 kilomètres de Bangolo.

## Sports
La localité dispose d'un club de football, le Football Club de Zou, qui évolue en Championnat de division régionale, équivalent d'une « quatrième division ».